# 見知らぬ乗客
『見知らぬ乗客』（みしらぬじょうきゃく、Strangers on a Train）は、1951年のアメリカ合衆国のサイコスリラー映画。監督はアルフレッド・ヒッチコック、出演はファーリー・グレンジャーとロバート・ウォーカーなど。パトリシア・ハイスミスの同名小説をハードボイルド作家レイモンド・チャンドラーらが脚色して映画化した作品で、列車に乗り合わせた見知らぬ乗客から交換殺人を持ちかけられたテニスプレーヤーを描いている。

## ストーリー
アマチュアテニスのスター選手、ガイ・ヘインズは、連邦上院議員の娘アン・モートンと結婚するために、男好きの妻ミリアムと離婚したいと考えている。列車の中で、裕福そうで弁舌爽やかなサイコパスのブルーノ・アントニーはヘインズに気づき、或る殺人計画を持ち掛ける。ブルーノはミリアムを殺し、ガイはブルーノが憎んでいる父親を殺すという「交換殺人」の計画だ。それぞれが明らかな動機も無く面識の無い人を殺害するため、どちらも疑われることは無い。ガイはブルーノのアイデアを面白いと思っている振りをしてブルーノをからかうが、ブルーノの前から逃げ出したい余り、彫刻が施されたライターをブルーノの前に置き忘れてしまう。
ガイは、故郷であるメトカーフにある彼女の職場で、他の男によって妊娠したミリアムと会う。ミリアムはガイに、離婚はしたくないと言い、離婚を回避するために、ガイがお腹の中の赤子の父親であると主張すると脅す。その夜、ブルーノはミリアムを追って遊園地に行き、ガイがワシントン行きの列車に乗っている間にミリアムを絞め殺す。ガイが家に帰ると、ブルーノはミリアムが死んだことを告げ、ガイも契約を守るべきだと主張する。
ガイはモートン家に行き、そこでアンの父親がガイの妻が殺害されたことをガイに告げる。アンの妹バーバラは、ガイには動機があるので警察は彼が犯人だと考えるだろうと言う。警察はガイを尋問するが、彼の言うアリバイは確認出来ない。ガイが列車で出会った教授は泥酔していたため、ガイと会ったことを覚えていないと言う。警察は彼に監視を付ける。
ブルーノはガイをワシントン中つけ回し、アンに自己紹介し、モートン上院議員の家のパーティーに現れる。相客を楽しませるために、ブルーノはふざけて女性の首を絞める方法を実演する。彼の視線はミリアムに似た容姿のバーバラに注がれる。これがブルーノにフラッシュバックを引き起こし、ブルーノは衝動的に女性の首を絞め、他の客たちは彼女が殺されないようブルーノを止めに入る。バーバラは、ブルーノが相手の女性の首を絞めている時に自分を見ていたとアンに言い、アンはバーバラがミリアムに似ていることに気づく。疑いを持ったアンがガイを問い質し、ガイはブルーノの計画について真実を話す。
ブルーノはガイにピストル、家の鍵、父親の寝室の場所を示す地図が入った荷物を送り付ける。ガイは息子の殺意について教えるためにブルーノの父親の部屋に忍び込むが、そこにはブルーノが待っていた。ガイはブルーノに精神科を受診するよう説得しようとするが、ブルーノは契約を破ったガイを罰するぞと脅す。
アンはブルーノの家を訪れ、困惑する母親に息子が殺人犯であることを説明しようとする。ブルーノはアンにガイが紛失したライターのことを話し、ガイがミリアムの殺人現場でライターを探すように頼んで来たと主張する。ガイは、ブルーノが殺人現場にそれを置いて、ガイに罪を負わせる積りだと推測する。テニスの試合を終えたガイは、ブルーノを止めるために警察の監視を逃れて遊園地へ向かう。
ブルーノが遊園地に到着すると、遊園地の従業員が殺人の夜にブルーノを見たと言う。彼は警察に通報するが、警察は彼が見たのはガイだったのではないかと考える。ガイが到着し、彼とブルーノは公園の回転木馬の上で格闘する。ガイが逃亡しようとしていると思った警察官がガイに向けて発砲するが、回転木馬の操作員を射殺してしまい、回転木馬は制御不能になる。遊園地の係員が回転木馬の下に潜り込み急停止させたために、回転台が支柱から外れ、致命傷を負ったブルーノがその下に閉じ込められる。警察に通報した係員は、殺人の夜に見たのはガイではなくブルーノだと言う。ブルーノが死ぬと、彼の指が拡がり、手に持っていたガイのライターが現れる。警察はガイが殺人犯ではないことを知り、事の詳細を聞くために警察署に来るように彼に頼む。
暫く経った後、ガイは列車の中で見知らぬ人からブルーノと同じように話し掛けられる。ガイとアンは冷たくその男から離れる。

## キャスト
| 役名                 | 俳優                     | 日本語吹替                      | 日本語吹替                                        |
| 役名                 | 俳優                     | NET版                           | PDDVD版                                           |
| -------------------- | ------------------------ | ------------------------------- | ------------------------------------------------- |
| ガイ・ヘインズ       | ファーリー・グレンジャー | 愛川欽也                        | 横堀悦夫                                          |
| アン・モートン       | ルース・ローマン         | 寺島信子                        | 岡本章子                                          |
| ブルーノ・アントニー | ロバート・ウォーカー     | 山田康雄                        | 坂東尚樹                                          |
| モートン上院議員     | レオ・G・キャロル        | 八奈見乗児                      | 芦澤孝臣                                          |
| バーバラ・モートン   | パトリシア・ヒッチコック | 高橋和枝                        | 悠渚佳代                                          |
| ミリアム             | ケイシー・ロジャース     | 小原乃梨子                      | 中神亜紀                                          |
| ブルーノの母         | マリオン・ローン         | 関弘子                          |                                                   |
| ターリー署長         | ハワード・セント・ジョン | 北村弘一                        |                                                   |
| コリンズ教授         | ジョン・ブラウン         | 千葉耕市                        |                                                   |
| ヘネシー刑事         | ロバート・ギスト         | 寺島幹夫                        |                                                   |
| ハモンド刑事         | ジョン・ドーセット       | 村越伊知郎                      |                                                   |
| 不明 その他          | N/A                      | 藤本譲 村松康雄                 | 峰松希匡 田坂浩樹 大塚智則 原田晃 河本邦弘 林香織 |
| 日本語版スタッフ     |                          |                                 |                                                   |
| 演出                 | 演出                     | 小林守夫                        | 大前剛                                            |
| 翻訳                 | 翻訳                     | 木原たけし                      | 峯間貴子                                          |
| 効果                 | 効果                     |                                 | 小川高松 恵比寿弘和 赤澤勇二                      |
| 調整                 | 調整                     |                                 | 遠西勝三                                          |
| 制作                 | 制作                     | 東北新社                        | ミックエンターテイメント                          |
| 解説                 | 解説                     | 淀川長治                        | N/A                                               |
| 初回放送             | 初回放送                 | 1966年11月26日 『土曜洋画劇場』 | N/A                                               |

- NET版：スペシャル・エディション版DVD・BD収録

※日本語吹替は上記の他、リバイバル公開時に制作された劇団民芸による劇場公開版も存在する。

## 作品の評価

### 映画批評家によるレビュー
Rotten Tomatoesによれば、批評家の一致した見解は「挑発的な基本設定と独創的なセットデザインがヒッチコックの悪魔のように面白い傑作への道を照らしている。」であり、50件の評論のうち高評価は98%にあたる49件で、平均点は10点満点中8.8点となっている。
Metacriticによれば、15件の評論のうち、高評価は14件、賛否混在は1件、低評価はなく、平均点は100点満点中88点となっている。

### 受賞歴
| 賞                                         | 部門               | 対象                       | 結果       |
| ------------------------------------------ | ------------------ | -------------------------- | ---------- |
| 第24回アカデミー賞                         | 撮影賞（白黒部門） | ロバート・バークス         | ノミネート |
| 第23回ナショナル・ボード・オブ・レビュー賞 | 作品賞             |                            | ノミネート |
| 第23回ナショナル・ボード・オブ・レビュー賞 | トップ10作品       |                            | 受賞       |
| 第4回全米監督協会賞                        | 長編映画監督賞     | アルフレッド・ヒッチコック | ノミネート |

## DVD
正規版DVDが発売中で、大変珍しい両面1層となり、A面に米国版、B面に英国版が入る（それぞれ、ラストシーンが異なる）。なお、現在パブリックドメインとなっている。

## 原作
- パトリシア・ハイスミス『見知らぬ乗客』 白石朗訳、河出文庫、2017年。新訳版